# Halas szökőkút
A Halas szökőkút (románul: Fântâna cu pești) artézi szökőkút Temesvár belvárosában, a Győzelem téren (Piața Victoriei, korábban Lloyd sor). Bár nem műemlék, Temesvár egyik jelképévé vált.

## Története
1957-ben állították. Eredetileg ötágú csillag alakú volt, melyre bronzhalakat helyeztek. A medence formája többször változott. A 2010-es évek elején díszkivilágítást kapott a szomszédos Capitoliumi farkas szoborral együtt.

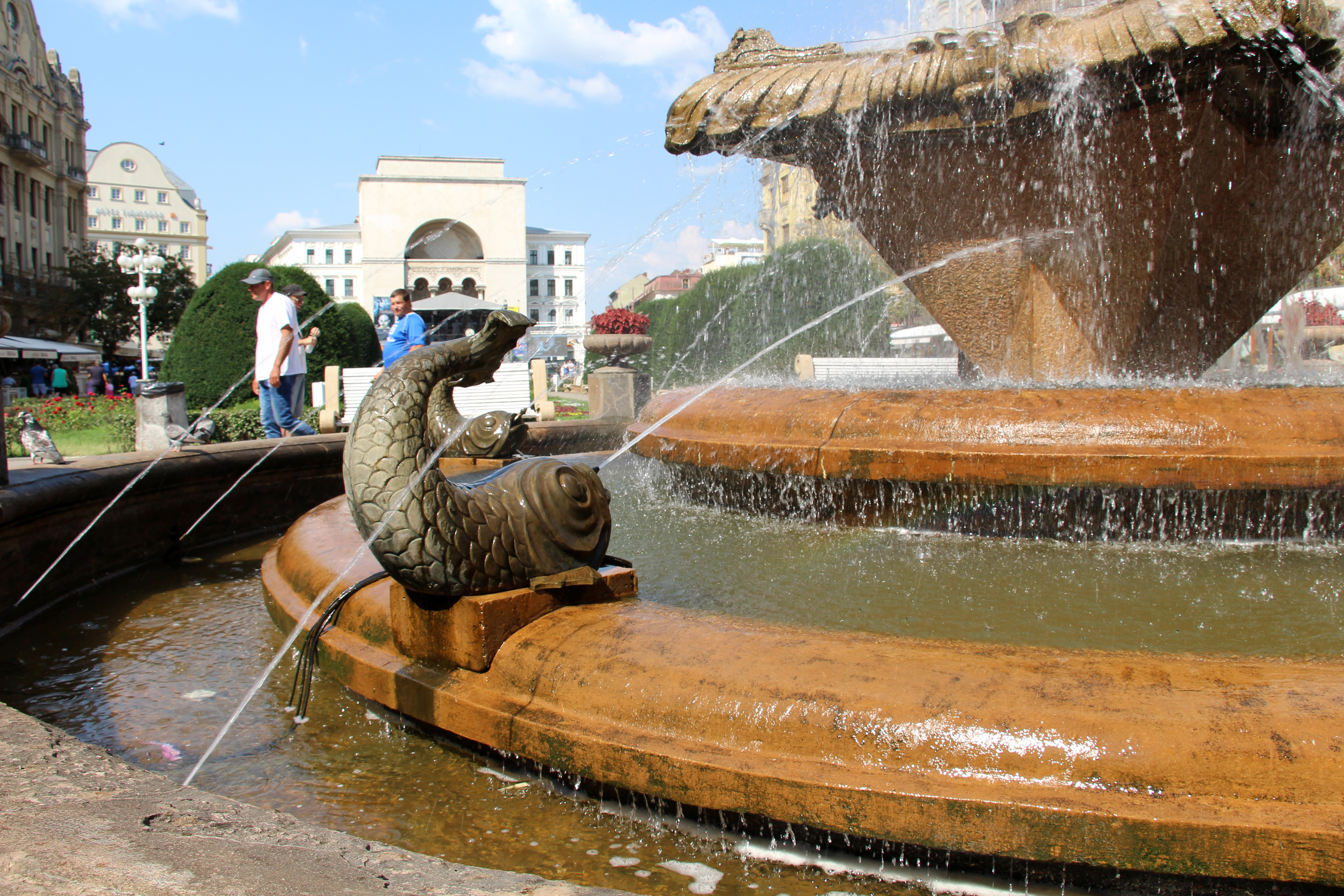
Részlet az egyik hallal

2019−ben felújításba fogtak, a szökőkutat körbekerítettek, de sokáig nem történt munkavégzés. 2021 márciusában kezdték el a munkálatokat, de a tájékoztató táblán feltüntetett 2022 februári határidőt nem sikerült tartani. A végül másfél (az elkerítéstől számítva három) évig húzódó felújítás novemberre készült el.

## A művészetekben
1969-ben a Halas szökőkútnál forgatták a Phoenix együttes Totuși sunt ca voi című számának klipjét.